# Ivan XXII.
Ivan XXII., rođen kao Jacques Duèze, papa od 7. kolovoza 1316. do 4. prosinca 1334. godine.
Bio je sin postolara iz Cahorsa u Francuskoj. Nakon što je papa Klement V. umro 1314. godine, nesložni kardinali nisu dugo izabrali papu. Napokon je uspio francuski kralj Filip V. 1316. organizirati konklavu u Lyonu; na njoj su 22 prisutna kardinala izabrali za papu Ivana XXII. Takav je izbor smatran kontroverznim - Ivana XXII. su odmah okarakterizirali kao figuru iza koje stoji francuski kralj.
Nakon što je Ivan XXII. odbio okruniti Ludovika IV. Bavarskog za cara Svetog Rimskog Carstva i zatražio od ovoga da se povuče kako bi njemački knezovi mogli za cara izabrati kakvog boljeg katolika (naime je Ludovik IV. poslao vojsku da zaštiti Milano od prijetnje Napulja i Francuske, zaštitnika Papinske države), Ludovik IV. je 1328. godine s vojskom ušao u Rim, te se radi pokazivanja prezira prema papi dao okruniti carskom krunom iz ruku jednog rimskog plemića. Potom je - zacijelo prema nacrtu Marsilija Padovanskog - Luj IV. izdao dekret kojim proglašava smjenu pape Ivana XXII., zbog hereze.
1323. godine, Ivan XXII. je izdao bulu Quum inter nonnullos, u kojoj je proglasio heretičnim naučavanje da Krist i apostoli nisu posjedovali baš ništa. Papa je utvrdio da je Isus očito u Nazaretu živo u nekakvoj kući, da je posjedovao stolarski alat, da je imao određena novčana sredstva iz kojih je čak mogao davati milostinju, te je čak zabilježeno da je pristao plaćati porez (što ljudi bez posjeda nisu morali činiti). Ove su relativno banalne stvari bile vrlo važne zbog zahtjeva radikalnog krila Franjevačkog reda (tzv. "Fraticelli") za posvemašnjim siromaštvom Crkve - što je zapravo bio zahtjev da Crkva prepusti sva svoja materijalna dobra državnim vlastima. To je uvelike odudaralo od tadašnjeg poretka, kada su zdravstvene ustanove (npr. leprizoriji, skloništa za oboljele od gube), obrazovne ustanove (u prvom redu široka mreža samostana s knjižnicama u kojima su se prepisivali rukopisi i davala poduka različite vrste, uključivo tu i ono najviše vrste - poput do danas očuvanog sustava opatija u Oxfordu), sirotišta i razni drugi projekti socijalne skrbi na lokalnoj razini skoro bez iznimke bili u rukama Crkve.
U nekim je svojim propovjedima Ivan XXII. bio iznio mišljenje da oni koji umiru u vjeri ne mogu neposredno gledati Boga do Sudnjeg dana. Ivan XXII. takvo teološko stajalište (slično stajalište su poslije prihvatili protestanti) nije izrekao u nekom dokumentu namijenjenom "urbi et orbi", te je naposljetku od njega odustao i izrazio suglasnost s naukom da blažene duše u raju stoje u neposrednoj prisutnosti Božjoj.
Ivan XXII. je stolovao u Avignonu.